# Liste der Auslandsvertretungen Kambodschas

Standorte der diplomatischen Vertretungen Kambodschas

Dies ist eine Liste der diplomatischen und konsularischen Vertretungen Kambodschas.

## Diplomatische und konsularische Vertretungen

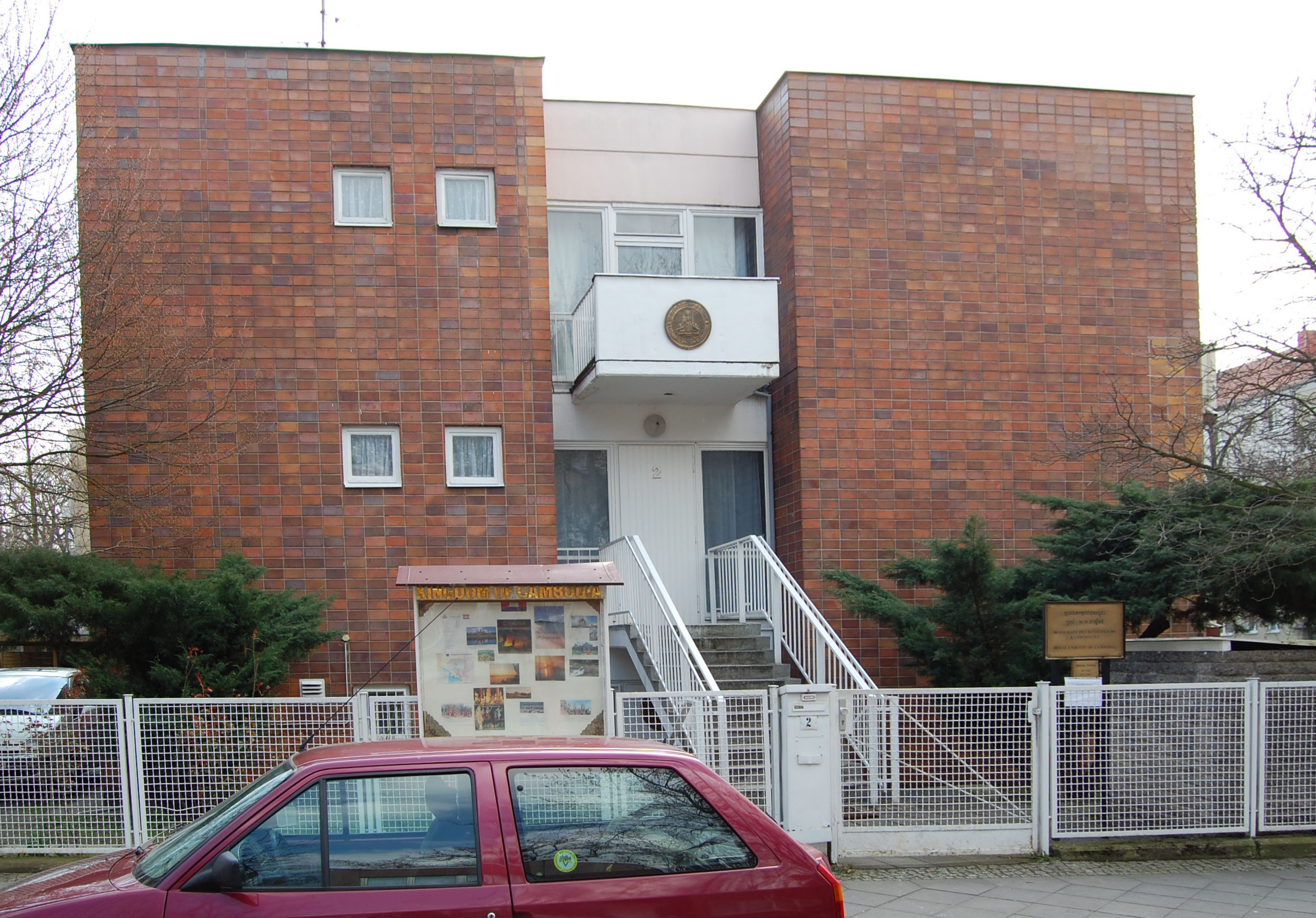
Botschaft Kambodschas in Berlin

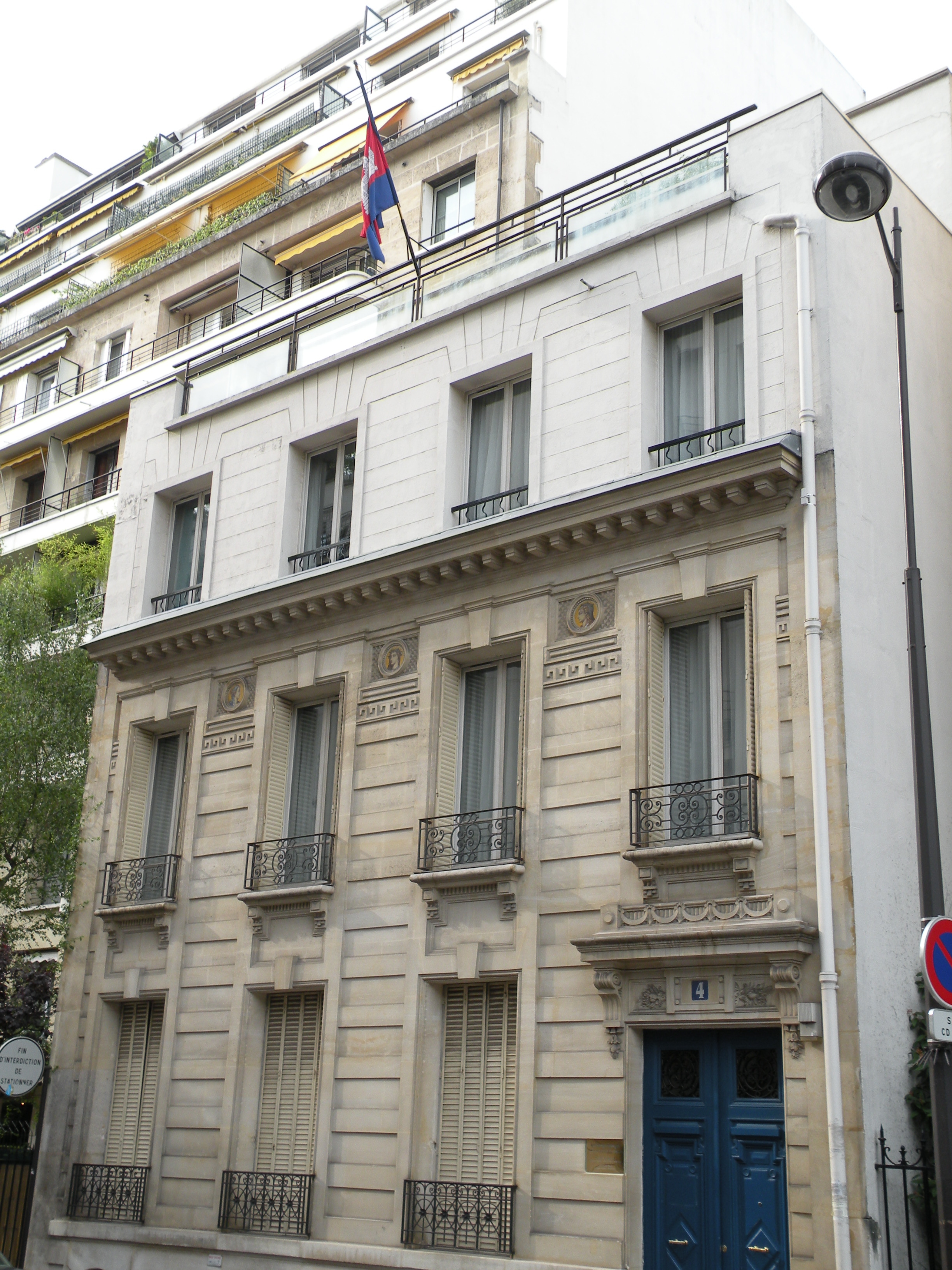
Botschaft Kambodschas in Paris

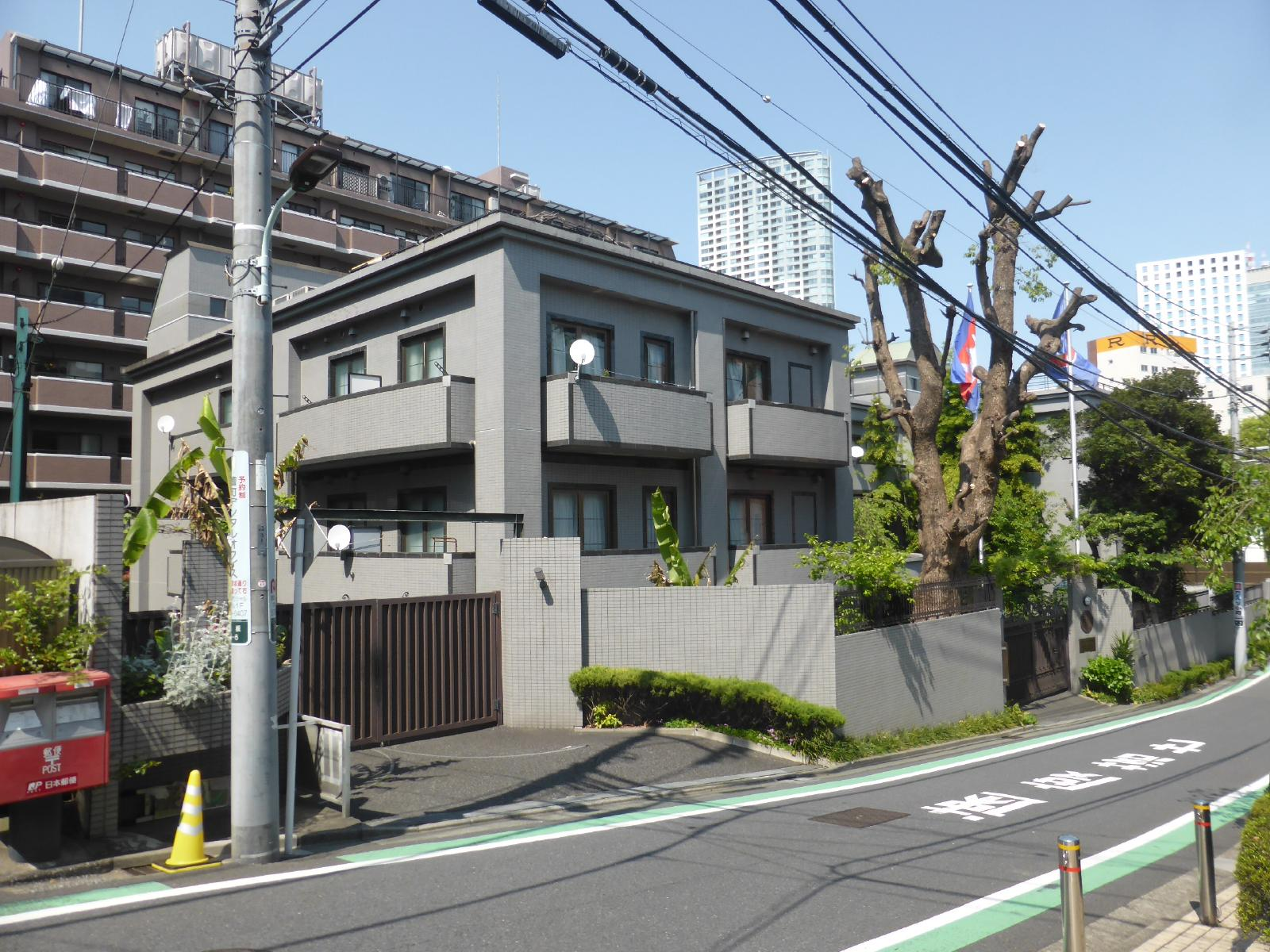
Botschaft Kambodschas in Tokyo

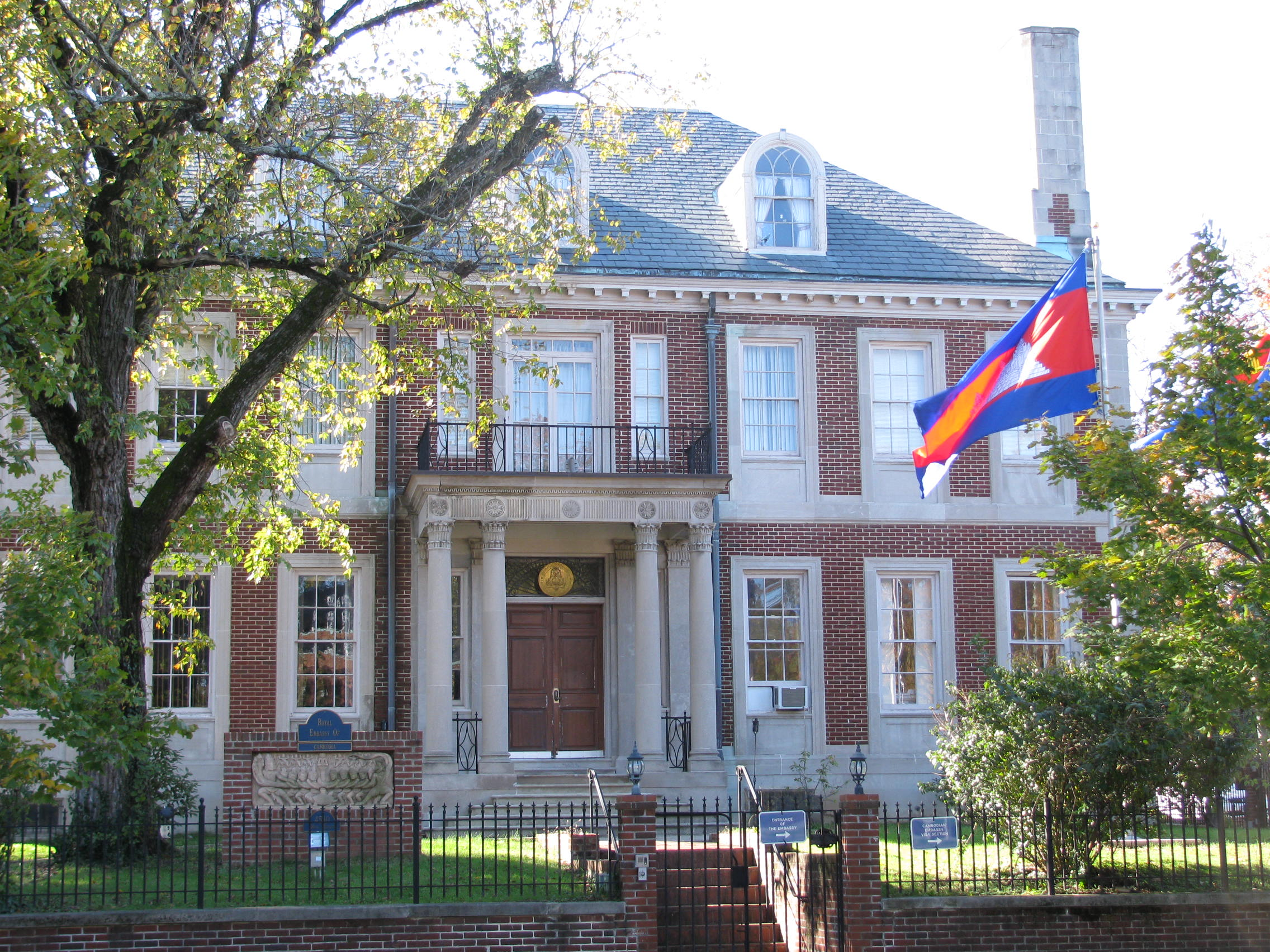
Botschaft Kambodschas in Washington, D.C.

### Asien
| - Brunei: Bandar Seri Begawan, Botschaft - Volksrepublik China: Peking, Botschaft - Volksrepublik China: Chongqing, Generalkonsulat - Volksrepublik China: Guangzhou, Generalkonsulat - Volksrepublik China: Hongkong, Generalkonsulat - Volksrepublik China: Kunming, Generalkonsulat - Volksrepublik China: Nanning, Generalkonsulat - Volksrepublik China: Shanghai, Generalkonsulat - Volksrepublik China: Xi’an, Generalkonsulat - Indien: Neu-Delhi, Botschaft - Indonesien: Jakarta, Botschaft - Japan: Tokyo, Botschaft | - Laos: Vientiane, Botschaft - Malaysia: Kuala Lumpur, Botschaft - Myanmar: Rangun, Botschaft - Nordkorea: Pjöngjang, Botschaft - Philippinen: Manila, Botschaft - Singapur: Singapur, Botschaft - Südkorea: Seoul, Botschaft - Thailand: Bangkok, Botschaft - Thailand: Aranyaprathet, Generalkonsulat - Vietnam: Hanoi, Botschaft - Vietnam: Ho-Chi-Minh-Stadt, Generalkonsulat |

### Australien und Ozeanien
- Australien: Canberra, Botschaft

### Europa
| - Belgien: Brüssel, Botschaft - Deutschland: Berlin, Botschaft - Frankreich: Paris, Botschaft | - Russland: Moskau, Botschaft - Vereinigtes Königreich: London, Botschaft |

### Nord-und Mittelamerika
- Kuba: Havanna, Botschaft
- Vereinigte Staaten: Washington, D.C., Botschaft

## Vertretungen bei internationalen Organisationen
- ASEAN: Jakarta, Ständige Vertretung
- Europäische Union: Brüssel, Mission
- Vereinte Nationen: New York, Ständige Vertretung
- Vereinte Nationen: Genf, Ständige Vertretung
- UNESCO: Paris, Delegation